# Faustkeil von Giften
Der Faustkeil von Giften ist ein 14,2 cm langer Faustkeil mit einer massiven Basis, der 2017 im niedersächsischen Landkreis Hildesheim entdeckt wurde. Das Gerät wurde in einer Halde im Kieswerk nahe Giften gehoben, einem Dorf und Stadtteil von Sarstedt, nach dem der Faustkeil seine Bezeichnung erhielt. Entdeckt wurde das Gerät von dem ehrenamtlichen Sammler Wolfgang Bauer. Es wurde von Utz Böhner anhand typologischer Merkmale und der umgebenden geologischen Schichten in das Mittelpaläolithikum datiert.
Dem Faustkeil fehlt lediglich die Spitze, die im Zuge des Kiesabbaus abgebrochen worden ist, ansonsten ist er in so gutem Zustand – vor allem sind die Kanten und Grate sehr gut erhalten –, dass angenommen wird, er sei nie umgelagert worden. Der Kontext kann zwar nicht rekonstruiert werden, doch ist gesichert, dass die Kiesschicht der Niederterrasse in der Weichselkaltzeit abgelagert wurde. Hingegen liegen sowohl die Ablagerungen der Leine aus der letzten Warmzeit als auch die Schichten der Saalekaltzeit im Bereich der Mittelterrassen im Hangenden. Damit ist eine Datierung in das Altpaläolithikum auszuschließen.